# Sant Ciril de Constantinoble
Ciril de Constantinoble (Constantinoble, ca. 1126 - Mont Carmel, ca. 1235) és una figura llegendària, suposat frare carmelità i un dels primers superiors generals de l'Orde del Carmel. És venerat com a sant per l'Església catòlica. Figura llegendària, la seva història es difongué al final del segle XIII, en l'àmbit dels seguidors de Joaquim de Fiore i als ordes carmelita i franciscà. Primer aparegué en escrits joaquimites com a receptor de l'Oracle Angèlic; a partir d'aquí, es va elaborar una història segons la qual hauria estat llegat de l'emperador i prior carmelita.

## Llegenda
Segons les tradicions elaborades a partir del segle XIV, nasqué a Constantinoble cap al 1126, de pares grecs. Ordenat prevere de l'Església Llatina, destacà per la seva saviesa i virtut i per la devoció envers la Mare de Déu. Fou delegat de l'emperador romà d'Orient Manuel I Comnè a la cort del Papa, i treballà per la reunificació de les esglésies llatina i grega. Cap al 1170, el patriarca de Constantinoble va voler expulsar-lo i Ciril va marxar a fer vida eremítica al Mont Carmel (Palestina), a la comunitat d'eremites que ja hi existia. En fou prior durant tres anys, i en formar-se l'Orde del Carmel, en fou escollit prior general, càrrec que ocupà durant 17 anys. També hauria predicat a Armènia, segons altres tradicions, i va convertir i batejar el soldà de Konya.
Se li atribuí el do de la profecia, per la qual cosa se li han atribuït obres i prediccions sense cap fonament. L'anomenada Profecia Ciríl·lica o Oracle Angèlic (Divinum oraculum S. Cyrillo Carmelitae Constantinopolitano solemni legatione angeli missum, ed. Phllippus a SS. Trinitate, Lió, 1663), li hauria estat revelada per un àngel mentre deia la missa: l'àngel li lliurà dues làmines d'argent amb la profecia inscrita en grec. Ciril el traduí al llatí i l'envià a l'abat Joaquim de Fiore, que li envià com a resposta un comentari. L’Oracle, un document extens, amb onze capítols en un llenguatge confús i críptic, on hi ha la profecia i el comentari, apareix per primer cop esmentada per Arnau de Vilanova en 1295, i va tenir difusió i predicament entre els moviments espiritualistes del segle XIV, com els fraticelli.

## Veneració
Venerat al si de l'orde carmelità, fou inclòs al calendari de sants en 1399.
En alguns llibres litúrgics ha estat confós amb Ciril I d'Alexandria, i era tingut per Doctor de l'Església. Tot i que la confusió encara es troba en breviaris de 1542, el títol li venia donat per l'atribució al carmelità d'una obra, perduda, sobre la processó de l'Esperit Sant. També se li ha atribuït erròniament De processu sui Ordinis, escrita per algun contemporani seu.
El 1969 fou eliminat del Martirologi romà, atesa la falsedat de la seva llegenda.